# Hans Kägi (Autor)

Hans Kägi

Hans Kägi (geboren am 23. April 1889 in Winterthur; gestorben am 23. Dezember 1971 ebenda) war ein Schweizer Autor, Redaktor und Dramatiker.

## Leben
Hans Kägi wurde 1889 im elterlichen Wirtshaus «Metzgerhalle» beim Neumarkt in Winterthur geboren. Seine Eltern waren bäuerlicher Herkunft und sein Vater arbeitete als Heim- und Fabrikarbeiter, bevor er in Winterthur das Wirtshaus übernahm. Nach abgebrochener Kantonsschule versuchte er es während drei Monaten  mit einer Lehre als Stationsvorsteher in Andelfingen. Damit nicht zufrieden, versuchte er erneut an einer Privatschule die Matura zu absolvieren, scheiterte jedoch an dieser. Danach absolvierte er eine kaufmännische Ausbildung bei der Brauerei Haldengut, die ihm von seinem Vormund (sein Vater starb, als er fünf Jahre alt war) und Brauereidirektor Fritz Schoellhorn vermittelte. Daneben arbeitete er bereits als freier Journalist für das Neue Winterthurer Tagblatt.
1911, im Alter von 22 Jahren, wechselte er zur Werbeabteilung der Firma Maggi. Bei Maggi kam er auch in Kontakt mit wichtigen anderen Schriftstellern und konnte seine Tätigkeit als freier Journalist weiter ausbauen. 1917 gehörte er zu den Gründern der Literarischen Vereinigung Winterthur. Ab 1920 war er Lokal- und Feuilletonredaktor beim Neuen Winterthurer Tagblatt. 1924 schuf er mit einem Theaterstück über den Tösser Bauernsturm sein erstes von sieben Bühnenwerken. Als Journalist und Theaterregisseur wurde er in den 1950er-Jahren auch Redakteur bei der Schweizerischen Theaterzeitung und war Winterthurer Theaterkorrespondent der Neuen Zürcher Nachrichten. Lange Jahre präsidierte er auch die städtische Theaterkommission.
Nachdem ihm 1948 das Ressort Landschaft entzogen hätte werden sollen, kündigte er nach jahrzehntelanger Tätigkeit bei der Zeitung seine Anstellung und zog nach Bigorio. Dort arbeitete dort als Tessinkorrespondent für verschiedene Schweizer Zeitungen, darunter die Neue Zürcher Zeitung, die Thurgauer Zeitung und den Bund. Noch dort wohnhaft wurde er 1953 zum Redakteur des Winterthurer Jahrbuch ernannt und erhielt im gleichen Jahr eine Ehrengabe der Stadt Winterthur zugesprochen. 
Ein Jahr später kehrte er nach Winterthur zurück, als Redaktor des Jahrbuchs und Lokalhistoriker war er noch bis zu seinem Tod 1971 tätig. Bis 1960 teilte er sich die Redaktionsarbeit beim Jahrbuch mit Walter Frei, Direktor der herausgebenden Buchdruckerei Winterthur, danach war er alleiniger Redaktor. Kägi verstarb mit 82 Jahren in Winterthur, sein Nachlass befindet sich in der Stadtbibliothek Winterthur.

## Auszeichnungen
- 1954 Ehrengabe der Stadt Winterthur
- 1961 Ehrengabe des Kantons Zürich
- 1967 Kulturpreis der Stadt Winterthur
- 1971 Carl-Heinrich-Ernst-Kunstpreis

## Werke

### Publikationen (Auswahl)
- Frühmahd. Skizzen und kleine Erzählungen von Hans Kägi. Orell Füssli, Zürich 1916 (119 S.).
- Der Tösser Bauernsturm. Winterthurer Festspiel 1924. Buchhandlung Vogel, Winterthur 1924 (100 S.).
- Alfred Huggenberger. Huber, Frauenfeld 1937 (128 S.).
- Drei Besuche in Alt-Winterthur. mit Einleitung Winterthur im literarischen Spiegel. In: Neujahrsblatt der Hülfsgesellschaft Winterthur. Nr. 79. Winterthur 1942 (42 S.).
- Der Maler Jakob Herzog. Buchdruckerei Winterthur, Winterthur 1944 (90 S.).
- Cäsar von Arx - ein Schweizer Dramatiker. In: Schriftenreihe des Schauspielhauses Zürich. Nr., Nr. 7. Zürich 1945 (40 S.).
- Winterthur. In: Schweizer Heimatbücher. Nr. 60. Paul Haupt, Bern 1954 (100 S.).
- Winterthurer Jahrbücher, Jahrgänge 1954–1972 (1953–1971)
- Gras zwischen Steinen. Geschichten um Winterthur. Gemsberg, Winterthur 1971 (100 S.).

### Theaterstücke
- Der Tösser Bauernsturm (1924)
- Das Bundesfeuer (1939)
- Zwischen Töss und Thur (1951)
- Elgger Chilbischiessen, 1565 (Aschermittwochspiel, 1954)
- Elgger Historienspiele 760–1535 (für die 1200-Jahr-Feier Elgg, 1960)
- 700 Jahre Seuzach (1963)
- Elgger Aschermittwochspiel 1964 (1964)